# Sergej Filippovič Kovalik
Sergej Filippovič Kovalik, in russo Сергей Филиппович Ковалик? (Čerikovsk, 25 ottobre 1846 – Minsk, 26 aprile 1926), è stato un rivoluzionario russo.

## Biografia
Figlio di un colonnello, studiò nella scuola militare di Mosca, di Vilnius e poi di San Pietroburgo, dove si diplomò nel 1864. S'iscrisse alla Facoltà di matematica dell'Università di San Pietroburgo, trasferendosi nel 1868 in quella di Kiev, dove si è laureò nel 1869.
Cercò di organizzare nella provincia di Mglin scuole rurali per contadini e entrò in relazione con Aleksandr Dolgušin. Nell'autunno del 1873, era a San Pietroburgo dove, in collegamento con Feofan Lermontov, formò un gruppo di propaganda anarchico. Per conoscere Bakunin, alla fine dell'anno andò in Svizzera e qui conobbe anche Lavrov e Tkačëv. Tornato in Russia nel febbraio del 1874, proseguì l'opera di propaganda tra gli studenti di Char'kov. Successivamente, operò a Mosca, a Jaroslavl', a Kostroma, a Nižnij Novgorod, a Kazan' e a Saratov, lavorando nella tipografia Pelkonen alla stampa di pubblicazioni illegali.
Sfuggito alla cattura quando la polizia scoprì l'attività del gruppo di Saratov, nel giugno del 1874 era a Nikolaevsk, dove con il medico Aleksandr Kad'jan fece propaganda tra i contadini. Il mese dopo era a Samara, dove fu arrestato con Viktor Ostaškin, Nadežda Golovina e Porfirij Vojnaral'skij il 24 luglio 1874. Trasferito prima nelle prigioni di Mosca e poi nella fortezza di Pietro e Paolo di Pietroburgo, vi fu detenuto fino al 24 dicembre, quando fu portato nella Casa di detenzione preventiva in attesa del processo, da dove cercò di fuggire con Vojnaral'skij per due volte, nel marzo e nell'aprile del 1876.
Fu pertanto rinchiuso nuovamente in fortezza fino al processo, nel quale fu imputato di preparazione e partecipazione ad associazione sovversiva e incitamento alla rivolta. Rifiutò di rispondere alle domande dei giudici e, il 4 febbraio 1878 fu condannato a dieci anni di lavori forzati. In luglio fu trasferito alla fortezza di Novoborisoglebsk, nella provincia di Char'kov, poi, nella primavera del 1881 nel carcere di Mcensk e di qui, in Siberia, nel campo di Kara. Nel 1892, scontata la pena ma in libertà vigilata, ebbe il permesso di trasferirsi a Irkutsk.
Nel 1898 poté rientrare nella Russia europea e si stabilì a Minsk, lavorando come capo contabile al Monopolio della fabbricazione della vodka. Dopo la Rivoluzione d'ottobre fu presidente del Consiglio provinciale e docente di matematica al Politecnico di Minsk. Fu anche membro della Società degli ex-detenuti ed esiliati politici (Obščestvo byvšich politkatoržan i ssyl'noposelencev) di Minsk e collaborò alla rivista « Katorga i ssylka » (Lavori forzati ed esilio).
Morì nel 1926 e fu sepolto nel cimitero militare di Minsk.

## Scritti
- Autobiografia, Enciklopedičeskij slovar' Granat, v. 40
- Il movimento rivoluzionario degli anni '70 e il processo dei 193, Mosca, 1928